# Dino Felisetti
Luigi Dino Felisetti (23 de setembro de 1919 - 20 de outubro de 2021) foi um político italiano. Membro do Partido Socialista Italiano, serviu na Câmara dos Deputados da Itália entre 1972 e 1987.